# Rignac (Lot)
Rignac ist eine französische Gemeinde mit 292 Einwohnern (Stand 1. Januar 2022) im Département Lot in der Region Okzitanien. Sie gehört zum Kanton Gramat und zum Arrondissement Gourdon.
Nachbargemeinden sind Alvignac im Norden, Thégra im Osten, Gramat im Süden und Rocamadour im Westen.

## Bevölkerungsentwicklung
| Jahr      | 1962 | 1968 | 1975 | 1982 | 1990 | 1999 | 2008 | 2018 |
| --------- | ---- | ---- | ---- | ---- | ---- | ---- | ---- | ---- |
| Einwohner | 226  | 213  | 175  | 200  | 229  | 258  | 259  | 272  |

## Sehenswürdigkeiten

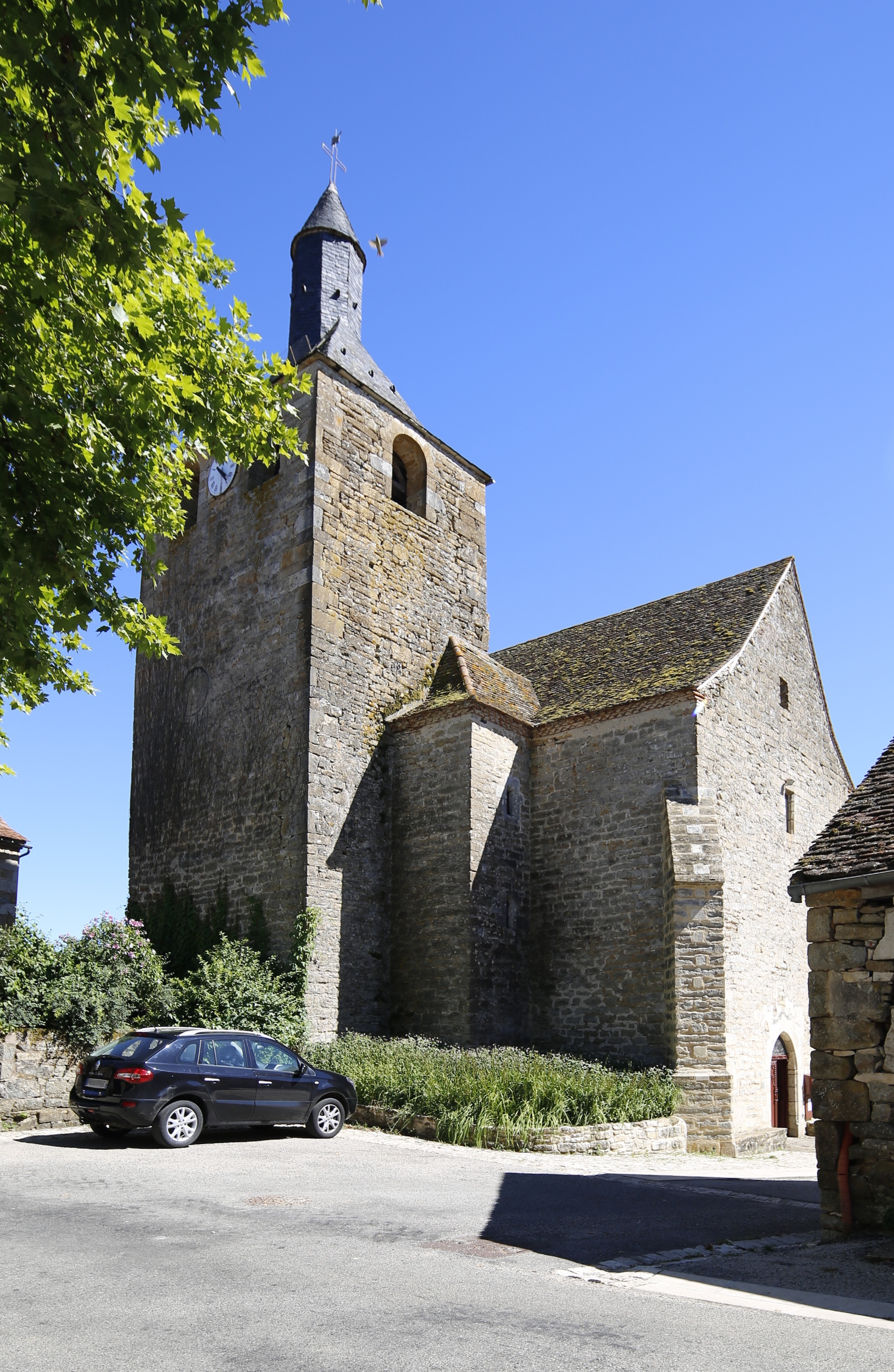
Die gotische Kirche Saint-Germain, seit 1976 ein Monument historique
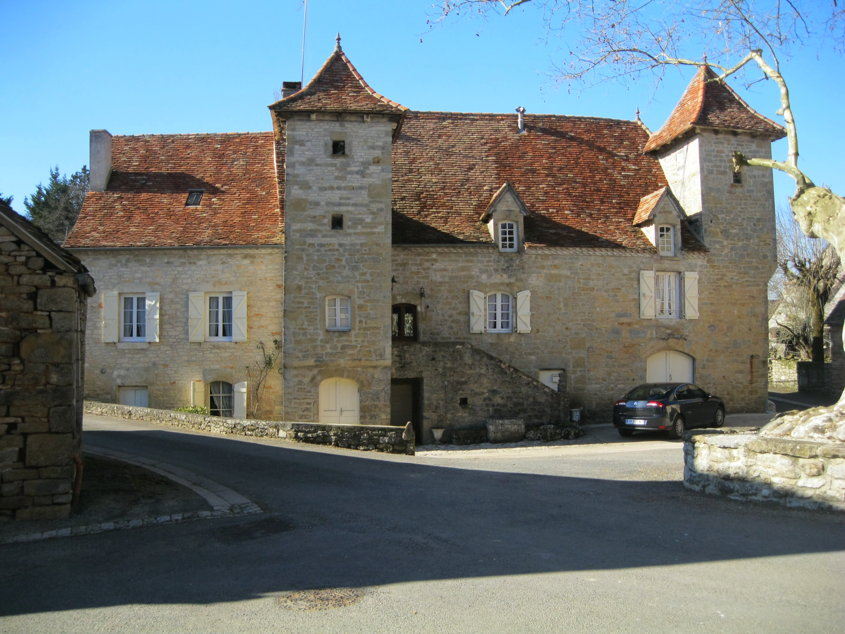
Maison à tourelles, seit 1976 ein Monument historique
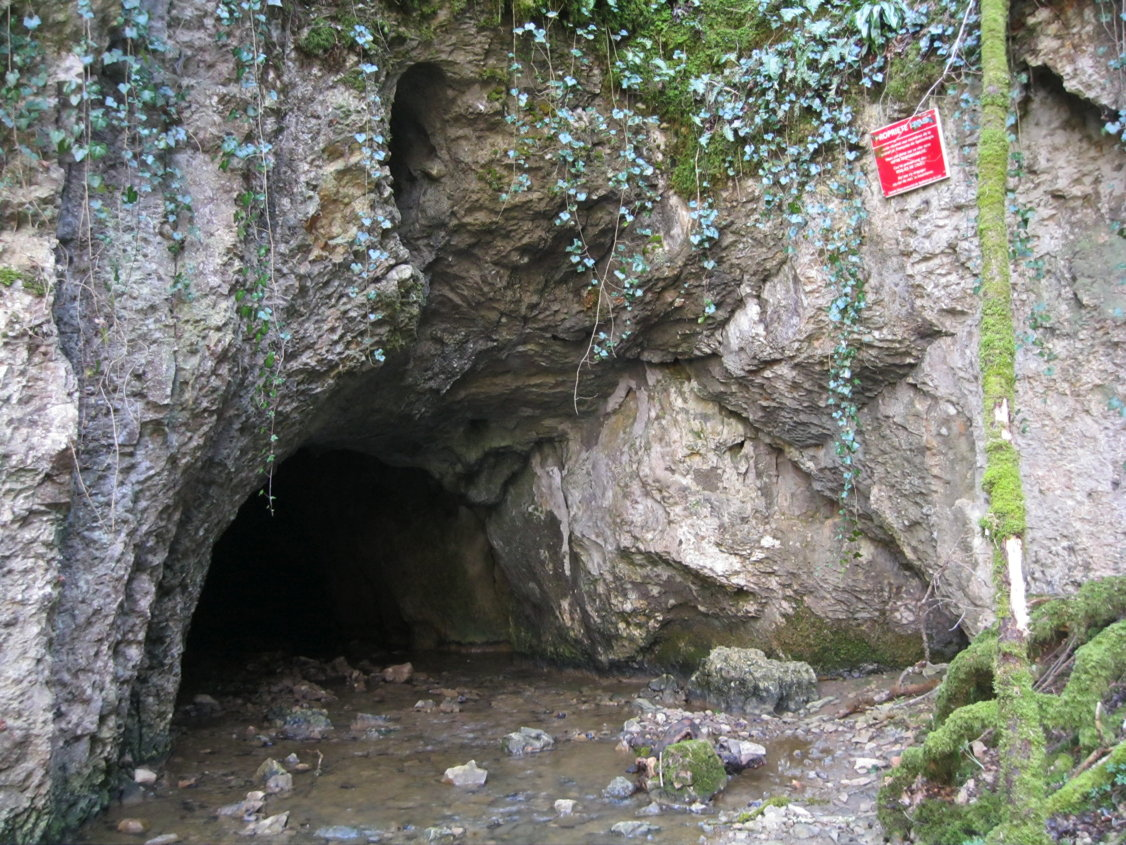
Eingang zum Höhlenschlund „Saut pucelle“ (Jungfrauen-Sprung)